# Csaba Leimeter
Csaba Leimeter (Budapest, 15 de diciembre de 1994) es un jugador de balonmano húngaro que juega de lateral derecho en el HBW Balingen-Weilstetten de la Bundesliga. Es internacional con la selección de balonmano de Hungría.
Su primer gran campeonato con la selección fue el Campeonato Mundial de Balonmano Masculino de 2023.

## Palmarés

### RK Zagreb
- Liga de Croacia de balonmano (3): 2021, 2022, 2023
- Copa de Croacia de balonmano (3): 2021, 2022, 2023

## Clubes
| Club                     | País     | Año         |
| ------------------------ | -------- | ----------- |
| PLER KC                  | Hungría  | 2012 - 2016 |
| Tatabánya KC             | Hungría  | 2016 - 2017 |
| Budakalász FKCC          | Hungría  | 2017 - 2019 |
| Csurgói KK               | Hungría  | 2019 - 2021 |
| RK Zagreb                | Croacia  | 2021 - 2023 |
| HBW Balingen-Weilstetten | Alemania | 2023 - Act. |